# Schistidium
Schistidium là một chi rêu trong họ Grimmiaceae.